# Terabyte
Terabyte (TB), equivalente a 1012 (1 000 000 000 000 —un billón—) de bytes.

No confundir con:

Tebibyte (TiB), equivalente a 240 (1 099 511 627 776 —más de un billón—) de bytes.

Equivalencias relacionadas:
1 TB = 103 GB = 106 MB = 109 kB = 1012 bytes.
1 YB = 103 ZB = 106 EB = 109 PB = 1012 TB.

## Historia
Es una unidad de información adoptada en 1960. El prefijo tera- viene del griego τέρας, que significa «monstruo» o «bestia».

## ¿Múltiplo de 1000 o de 1024?
1000 = 103 (base diez).
1024 = 210 (base dos).
- La electrónica de los ordenadores funciona en forma binaria (o base dos) Por ello, las unidades para medir sus capacidades se expresan también en dicha base, como múltiplos de 1024.[5][6]

- Al nombrar estos múltiplos, se tomaron los prefijos, como kilo- o tera-, del Sistema Internacional de Unidades (SI), definidos para expresar cantidades de base diez. Lo cual generó confusión entre el uso de 1000 y 1024.

Así, por ejemplo, el prefijo kilo- terminaba significando valores distintos según la base que se sobreentendía. A la hora de medir unidades de memoria central, era normal decir que un kilobyte equivalía a 1024 bytes, porque la base implícita era dos. Sin embargo, a la hora de medir el espacio de almacenamiento en disco, se entendía que un kilobyte equivalía a «solo» 1000 bytes, porque la base implícita era diez.
- Para aclarar esta confusión y acentuar la diferencia entre las bases implícitas diez y dos, la Comisión Electrotécnica Internacional, definió en 1998 nuevos prefijos para los múltiplos expresados como potencias de dos. Estos nuevos prefijos se generaron combinando los del Sistema Internacional con la palabra binary (binario, en inglés, ver prefijo binario), por ejemplo kibi- o tebi-.

- De este modo, terabyte queda reservado en exclusiva para referirse a la cantidad de 1012 bytes, de acuerdo al prefijo tera del SI —obsérvese que 1012 está expresado en base diez—. En cambio, para referirse a cantidades en base dos ya no es correcto utilizar el prefijo tera-, sino que ha de utilizarse el nuevo prefijo tebi- (combinación de tera y binary), que da lugar al término tebibyte, equivalente a la cantidad de 240 bytes.

Esta nueva nomenclatura no ha sido aún ampliamente adoptada por la comunidad informática, con especial renuencia de los fabricantes de dispositivos de almacenamiento (discos duros y memoria RAM).